# WDR Funkhausorchester

Logo

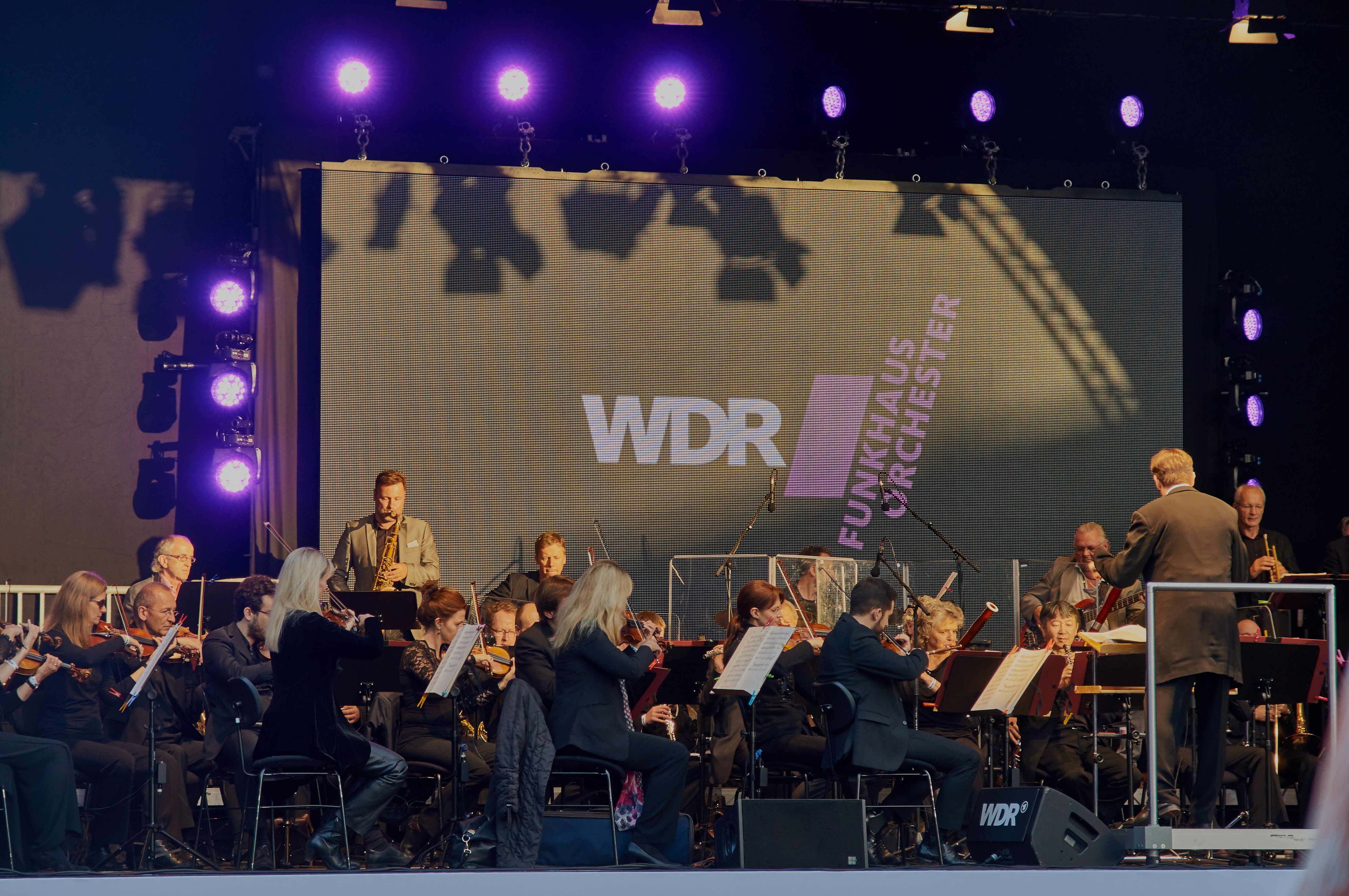
Das Funkhausorchester unter Eckehard Stier in Münster (2017)

Das WDR Funkhausorchester (bis 2014 WDR Rundfunkorchester Köln) ist ein sinfonisch besetztes Unterhaltungsorchester des Westdeutschen Rundfunks in Köln. In seiner heutigen Form wurde es 1947 gegründet und ist aus mehreren kleineren Instrumental-Formationen hervorgegangen, die zum Teil seit 1927 existierten. Vom WDR wird es als „prominentes Aushängeschild“ des Senders präsentiert und besteht aktuell aus 52 Mitgliedern.

## Repertoire
Das Repertoire umfasst den Bereich der Unterhaltungsmusik, Musical, Spieloper und Operette, Filmmusik (auch für Stummfilme) und Nischen der klassischen Musik, das unbekannte Oratorium, Jazzverwandtes sowie die konzertante Aufführung von Musik zu Videospielen und (Game Concerts). Das WDR Funkhausorchester Köln arbeitet auch mit dem WDR Rundfunkchor und der WDR Big Band zusammen. Ständige Arrangeure für das neuere Repertoire sind Wieland Reissmann, Dietmar Mensinger und Ingo Luis.

## Auftritte und Wettbewerbe
Neben regelmäßigen Auftritten in Konzertsälen Nordrhein-Westfalens und bei internationalen Musikfestivals im In- und Ausland bestreitet das WDR Funkhausorchester Konzertreihen im Großen Sendesaal des Funkhauses Wallrafplatz und in der Kölner Philharmonie. Das Mitwirken in Fernsehsendungen, zum Beispiel „Zimmer frei!“, gehört ebenso zu seinem Tätigkeitsfeld wie die Arbeit im Produktionsstudio. Zahlreiche Einspielungen wurden mit Preisen ausgezeichnet. Unter der Leitung des damaligen Chefdirigenten Helmuth Froschauer begann das Orchester 2001 eine umfangreiche Tourneetätigkeit (u. a. Spanien, Deutschland, Türkei).
Das Orchester begleitet seit vielen Jahren die internationalen Wettbewerbe in Köln, wurde zu weiteren Wettbewerben eingeladen (Competizione dell’ Opera der Dresdner Musikfestspiele 2002 in Dresden, Deutscher Musikrat) und ist Gast bei nationalen und internationalen Musikfestspielen (Beethovenfest Bonn, Dresdner Musikfestspiele, Rheingau Musik Festival).

## Geschichte

### Vorgeschichte
Die Frühgeschichte des WDR Funkhausorchesters begann im Café Germania auf der Hohe Straße im Köln der 1920er Jahre. Das Salonorchester des Germania unter der Leitung von Leo Eysoldt spielte mit seiner ungewöhnlich großen Besetzung von 20 Musikern gehobene Unterhaltungsmusik und populäre Musik auf einem „bemerkenswert anspruchsvollen Niveau“ (Kölner Stadt-Anzeiger, Mai 1926). Nach der Gründung des WDR 1924 in Münster und dem Umzug 1927 nach Köln suchte der damalige Intendant Ernst Hardt nach einem Klangkörper für leichte Unterhaltung. Fündig wurde er im Café Germania, in dem er Leo Eysoldt traf und engagierte. Dieser stellte ein Orchester zusammen, das Leo-Eysoldt-Orchester, welches bis 1942 bestand, bevor es im Krieg aufgelöst und Eysoldt zum BR nach München versetzt wurde.
Nach Kriegsende erteilte der WDR Hans Bund im Juni 1946 den Auftrag, ein neues Orchester im Stil von Leo Eysoldts zusammenzustellen. Dieses wurde jedoch nach wenigen Monaten aufgelöst, um den Grundstock für das neue WDR Sinfonieorchester zu bilden. Verantwortlich für die Unterhaltungsmusik war von da an Hermann Hagestedt, der zu dieser Zeit ein eigenes Orchester unterhielt, welches er aus eigener Tasche bezahlte. Dank wachsender Beliebtheit wurden die Musiker am 1. September 1947 mit Festanstellungsverträgen ausgestattet. Dieses Datum markiert die Gründung des WDR Funkhausorchesters Köln.

### Ab 1947
Nach einigen Jahren in behelfsmäßigen Konzertsälen im vom Krieg zerstörten Köln konnte das WDR Funkhausorchester ab 1950 den Großen Sendesaal des neuen Kölner Funkhauses am Wallrafplatz nutzen, das offiziell erst 1952 eingeweiht wurde. Hier ist das Orchester auch heute noch beheimatet. Mittlerweile war das Orchester auf 53 Personen angewachsen, darunter auch einige Mitglieder des Leo-Eysoldt-Orchesters. Viele Musikgrößen arbeiteten als Gastdirigent mit dem WDR Funkhausorchester, zum Beispiel Robert Stolz, Werner Eisbrenner, Nico Dostal, Franz Grothe, Michael Jary, Friedrich Schröder und Werner Egk. Die von Hermann Hagestedt eingespielten Aufnahmen firmierten unter dem Namen „Orchester Hermann Hagestedt“. Der Bereich der Operette wurde von 1949 bis 1965 von Franz Marszalek betreut, der ungefähr 70 Gesamtaufnahmen, unzählige Querschnitte und Einzeltitel aufnahm. Darüber hinaus widmete er sich der gehobenen Unterhaltungsmusik.
In den 1970er Jahren wurde das Funkhausorchester für kurze Zeit mit dem „WDR Tanz- und Unterhaltungsorchester“ zusammengelegt. Dieses „Große Unterhaltungsorchester des WDR“ spielte in einer Besetzung von ca. 80 Personen, zumeist unter der Leitung von Heinz Geese, rund 150 Produktionen für den WDR ein. Als eigenständiges Ensemble wurde es jedoch nicht angesehen, lediglich für die Produktionen wurde zusammengearbeitet.
Durch die Veränderungen in der Popmusik veränderten sich auch die Ansprüche an die Klangkörper des WDR. Das Funkhausorchester wuchs noch einmal und übernahm die Geigen des Unterhaltungsorchesters, aus dem sich die WDR Big Band formte.

## Dirigenten
Von 2003 bis zu seinem Tod im August 2019 war Helmuth Froschauer Ehrendirigent. Er war seit 1992 beim Westdeutschen Rundfunk, zunächst als Chordirektor des WDR Rundfunkchors, von 1997/1998 bis 2003 als Chefdirigent des WDR Funkhausorchesters Köln. Außerdem wurde Helmuth Froschauer 2006 für seine Einspielung der Offenbach-Operette Coscoletto mit dem Preis der deutschen Schallplattenkritik ausgezeichnet.
Seit einigen Jahren arbeitet das Orchester mit jüngeren Dirigentinnen und Dirigenten wie Alondra de la Parra, Rasmus Baumann, André de Ridder, Arjan Tien und Enrico Delamboye, der seit der Saison 2018/19 Erster Gastdirigent des WDR Funkhausorchesters ist, zusammen.
Dirigenten seit 1947:
- 1947–1968: Hermann Hagestedt unter dem Namen „Orchester Hermann Hagestedt“
- 1949–1965: Franz Marszalek
- 1968–1989: Curt Cremer
- 1968–1995: Heinz Geese
- 1997–2006: Helmuth Froschauer
- 2006–2008: Michail Jurowski
- 2010–2013: Niklas Willén
- 2014–2021: Wayne Marshall[3][4]
- 2021–2024: Frank Strobel[5][6]
- seit Saison 2024/2025: David Brophy

## Diskografie
Das WDR Funkhausorchester veröffentlicht jedes Jahr zahlreiche Konzertaufnahmen und Studioproduktionen. Folgend eine Übersicht ab dem Jahre 1988:
| Jahr  | CD-Aufnahme |
| 1988: | Der Zar lässt sich photographieren, Oper von Kurt Weill |
| 1989: | Don Juan und Faust, Musikdrama von Albert Lortzing Ich sing mein schönstes Lied, Liederpotpourri von Hermann Prey Aufstieg und Fall der Stadt Mahagonny, Oper von Kurt Weill |
| 1990: | Kurkonzert in Karlsbad, Potpourri von Dostal / Dvořák / Fučík / Labitzky / Lehár / Robert Manzer / Sabathil / Seifert / Smetana Undine, Oper von Albert Lortzing Der Silbersee, Musiktheater von Kurt Weill |
| 1991: | Schwarzer Peter, Märchenoper von Norbert Schultze |
| 1992: | The Original Motion Picture Scores, ausgewählte Werke von Franz Grothe Der Kuhhandel, Operette von Kurt Weill |
| 1993: | The Original Motion Picture Scores, ausgewählte Werke von Georg Haentzschel Niemals geht man so ganz… – Die Trude Herr Revue Die sieben Todsünden – Mahagonny, Ballett und Songspiel von Kurt Weill Das Nachtlager in Granada, oper von Conradin Kreutzer |
| 1994: | Die lockende Flamme, Singspiel von Eduard Künneke Gold & Silber, Walzerpotpourri von Franz Lehár Das kalte Herz, Oper von Norbert Schultze |
| 1995: | Die Diseuse von Dora Dorette Die Faschingsfee, Operette von Emmerich Kálmán Kurt Weill on Broadway; Musicalquerschnitt von Kurt Weill |
| 1996: | L'Arlésienne, Musikdrama von Georges Bizet Neues vom Tage Oper von Paul Hindemith Männerchöre, Chor-Potpourri von Franz Schubert Käpt’n Bay-Bay, Musical von Norbert Schultze Die lustigen Nibelungen, Burleske Oper von Oscar Straus Franz Hawlata – Junge Stimmen der Oper, Liederpotpourri von Bruch / Cornelius / von Flotow / Lortzing / Schubert / von Weber |
| 1997: | Das Dreimäderlhaus, Singspiel über Franz Schubert von Heinrich Berté Music for Clarinet, ausgewählte Werke für Klarinette, Solist: Lajos Dudas The Original Motion Picture Scores, ausgewählte Werke von Theo Mackeben |
| 1998: | Konzert für Klavier zu vier Händen und Orchester von Franz Joseph Fröhlich und Leopold Koželuh Missa solemnis von Friedrich Kiel |
| 1999: | Gib Acht auf den Jahrgang, Liederzyklus von Gerhard Jussenhoven Die Spielzeugschachtel, ausgewählte Werek von Claude Debussy / Francis Poulenc Der Vampyr, Oper von Heinrich Marschner |
| 2000: | Immer wenn leise der Tag versinkt, ausgewählte Werke von Werner Bochmann Marienbader Elegien, ausgewählte Werke von František Drdla / Joseph Hellmesberger / August Labitzky / Bedřich Smetana / Louis Spohr The Original Motion Picture Scores, ausgewählte Werke von Walter Jurmann Liebessehnsucht, Walzermelodien von Franz Lehár Die lustige Witwe, Operette von Franz Lehár Der Trompeter von Säckingen, Oper von Victor Ernst Nessler Nicolai, Potpourri ausgewählter Werke von Otto Nicolai Der Stern von Bethlehem, Weihnachts-Kantate von Joseph Gabriel Rheinberger Schreker, Potpourri ausgewählter Werke von Franz Schreker                                                               |
| 2001: | Mephisto – Opernszenen von Hector Berlioz / Arrigo Boito / Charles Gounod / Giacomo Meyerbeer / Modest Mussorgsky / Robert Schumann / Louis Spohr Konzert für junge Leute, Ausgewählte Werke von Leonard Bernstein Weihnachtsmusik, ausgewählte Werke von Max Bruch Ein Sommernachtstraum, Schauspielmusik von Felix Mendelssohn Bartholdy Jacques Offenbach Festival Intersections von Lalo Schifrin |
| 2002: | Classical Horn Concertos, Solist Andrew Joy, Musik von Luigi Cherubini / Franz Danzi / Joseph Haydn / Giovanni Punto / Antonio Rosett Works for Violin and Orchestra, ausgewählte Werke von Édouard Lalo Der Mistkäfer, Familienkonzert von Mark Lothar und Andreas Tarkmann Rosamunde Schauspielmusik von Franz Schubert Missa, ausgewählte Werke von Robert Schumann / Carl Maria von Weber |
| 2003: | Die lustigen Weiber von Windsor, Oper von Otto Nicolai 20th Century Portraits, ausgewählte Werke von Franz Schreker |
| 2004: | Blue Tango, Tangomusik von Leroy Anderson Ernst Fischer-Rhapsodie, ausgewählte Werke von Ernst Fischer Die Himmelfahrt Jesu Christi, Oratorium von Albert Lortzing Wer einsam ist..., Werk für Chor und Orchester von Alfred Uhl |
| 2005: | Ausgewählte Werke von Benjamin Bilse und Friedrich von Flotow Alessandro Stradella, Oper von Friedrich von Flotow Coscoletto, Opern-Gesamtaufnahme von Jacques Offenbach Cello Concertos von Jacques Offenbach Konzerte für Violine und Orchester II, h-moll op. 7 & IV d-moll o. op. von Niccolò Paganini Konzerte für Violine und Orchester I Es-Dur, op 6 & III d-moll o. op. von Niccolo Paganini |
| 2006: | Weihnachten International, ausgewählte Werke von Michael Praetorius / Hector Berlioz / Niels Wilhelm Gade / Sigfrid Karg-Elert / Rudolf Mauersberger / Ralph Vaughan Williams Das Hexenlied, Melodram von Max von Schillings Das Fest auf Solhaug, Bühnenmusik von Hugo Wolf für Henrik Ibsens Bühnenwerk |
| 2007: | Wiener Frauen, Operette von Franz Lehár |
| 2008: | Abendlieder, Liederzyklus von Johannes Brahms / Engelbert Humperdinck / Wolfgang Amadeus Mozart / Franz Schubert Musik der Wiener Hofkapelle, ausgewählte Werke von Joseph von Eybler / Johann Joseph Fux / Haydn / Johann von Herbeck / Mozart / Benedikt Randhartinger / Antonio Salieri / Schubert Symphonic Shades, Eigenproduktion von Chris Hülsbeck Romanze - Chen Reiss & Andy Miles, Klavierduo, ausgewählte Werke von Franz Lachner / Mozart / Schubert / Louis Spohr Symphonica, ausgewählte Werke für Saxophon, Solist: Joe Lovano Die Banditen, Opera Bouffa von Jacques Offenbach Drammatica von Yoko Shimomura                                                                          |
| 2009: | Sing!, Liederpotpourri von Fay Claassen Wolfgang Manz, Pianist, ausgewählte Werke für Klavier von Claude Debussy / Paul Hindemith / Friedrich Radermacher Operetta Hot & Romantic, Operettenmelodien von Emmerich Kálmán Aga Mikolaj sings Richard Strauss & Mozart Pique Dame, Operette von Franz von Suppè The Echo of Japan, ausgewählte Werke von Kaoru Wada |
| 2010: | Russalka, Oper von Alexander Dargomyschski Lucrecia Borgia, Oper von Gaetano Donizetti Säulen der Erde, Hörspielmusik von Ken Follett Symphonic Fantasies, ausgewählte Werke von Hiroki Kikuta / Yasunori Mitsuda / Yoko Shimomura / Nobuo Uematsu / Jonne Valtonen Der Bettler vom Kölner Dom (DVD/Stummfilm), Pierre Oser |
| 2011: | Die Tore der Welt, Hörspielmusik von Ken Follett Violinkonzerte der Romantik, ausgewählte Werke von Hans Pfitzner und Siegfried Wagner Symphonic Odysseys, Werke von Nobuo Uematsu: Final Fantasy, The Last Story u. a. Die lustigen Nibelungen, Operette von Oscar Straus Der tapfere Soldat, Operette von Oscar Straus Bo Skovhus: Nacht der Träume, Orchesterlieder von Louis Spohr, Ludwig van Beethoven, Franz Schubert, Hugo Wolf Die vier Klavierkonzerte, Louis Ferdinand Hérold Das Weib des Intaphernes: Der Geburtstag der Infantin, Sinfonie a-moll, op. 1, 5 Lieder für Singstimme und Orchester u. a. Franz Schreker Le Petit Prince, Frédéric Talgron, Musik zur gleichnamigen TV-Serie |
| 2012: | Gee's Bend, Gitarrenkonzerte des 20./21. Jahrhunderts, Werke von Elmer Bernstein, Malcolm Arnold u. a. Das Weib des Pharao (DVD/ Stummfilm), Eduard Künneke il convegno, Werke von Felix Mendelssohn Bartholdy, Wolfgang Amadeus Mozart, Gioachino Rossini, Amilcare Ponchielli Die Frau, nach der man sich sehnt, Stummfilmmusik The Beyond, Filmmusik von Martin Batchelar Dat sin echte kölsche Tön, Klingende Kölner Stadtgeschichte Teil 1 Von Kopf bis Fuß – eine Hommage an Marlene Dietrich mit Pe Werner, Götz Alsmann und Tim Fischer |
| 2013: | Tor Aulin, Master olof, Schwedische Tänze Dat sin echte kölsche Tön, Klingende Kölner Stadtgeschichte Teil 2 |
| 2014: | Die Fledermaus von Johann Strauß, Operette in drei Akten Turrican Soundtrack Anthology, Videospielmusik |
| 2015: | Paroli von Leo Fall, Komische Oper Pe Werner: Best Of - Von A nach Pe |
| 2016: | The Student Prince von Sigmund Romberg, Operette nach dem Schauspiel Alt-Heidelberg von Wilhelm Meyer-Förster Die Bajadere von Emmerich Kálmán, Operette in drei Akten |
| 2017: | Symphonic Jazz with Andy Miles Brüderlein fein von Leo Fall, Singspiel Daniel Behle: Nostalgia |
| 2018: | Der Fliegende Holländer - Das Musical Raphaela Gromes: Hommage à Rossini Marialy Pacheco: Danzón Cubano |
| 2022  | Fifty The Manhattan Transfer with the WDR Funkhausorchester Nominierung für die Grammy Awards 2023 (Bestes Jazz-Vokal-Album) |

Außerdem entstanden ab 1993 mit den Geigen des Kölner Rundfunkorchesters zahlreiche Aufnahmen mit Jazz- und Popsongs unter dem Arrangeur Hagen Galatis, in Zusammenarbeit mit WDR-Musikredakteur Wolfgang Kischka und der Rundfunkanstalt WDR 4. Diese Tonträger wurden in verschiedenen Sendungen des WDR gespielt, vor allem aber in der Sendung Musik zum Träumen auf WDR 4. Die Schallplatten und CDs dieser Serie erschienen unter dem Titel Fantasy Strings.